# Sociología rural
La sociología rural es un campo de la sociología y las ciencias agrarias tradicionalmente asociada con el estudio de la estructura social de las zonas rurales y sus conflictos, aunque actualmente incluye dentro de sus ámbitos de estudio temas interdisciplinares como la alimentación y la agricultura o el acceso a los recursos naturales que trascienden las fronteras de los espacios rurales tradicionales. Su nacimiento se remonta a Estados Unidos a fines del siglo XIX.

Dentro de los enfoques teóricos, uno de los primeros trabajos que sistematizó las fuentes de esta disciplina es el del sociólogo ruso-estadounidense Pitrim A. Sorokin —considerado como el fundador de esta disciplina académica— y  Carle Clark Zimmerman titulado Principles of Rural-Urban Sociology publicado en 1929.